# Delicious (pagină web)
Delicious (stilizat del.icio.us ) a fost un serviciu web social pentru stocarea, partajarea și descoperirea marcajelor/bookmark-urilor web. Site-ul a fost fondat de Joshua Schachter și Peter Gadjokov în 2003 și achiziționat de Yahoo! în 2005. Până la sfârșitul anului 2008, serviciul a avut mai mult de 5,3 milioane de utilizatori și 180 de milioane de adrese URL unice marcate.  Yahoo a vândut Delicious către AVOS Systems în aprilie 2011 iar site-ul a fost relansat într-o stare „înapoi la beta” pe 27 septembrie în același an. În mai 2014, AVOS a vândut site-ul către Science Inc. În ianuarie 2016, Delicious Media, o nouă alianță, a raportat că și-a asumat controlul asupra serviciului.
La 1 iunie 2017, Delicious a fost achiziționat de Pinboard, iar serviciul de marcare a fost întrerupt în favoarea serviciului cu abonament plătit de la Pinboard.

## Funcționalitate
Delicious folosea un sistem de clasificare non-ierarhic în care utilizatorii puteau eticheta fiecare dintre marcajele lor cu termeni de index aleși liber (generând un fel de folksonomie). Delicious oferea o vizualizare combinată a marcajelor cu o anumită etichetă; de exemplu, adresa URL http://delicious.com/tag/wiki afișa cele mai recente linkuri etichetate „ wiki ”. Modul colectiv de organizare făcea posibilă vizualizarea marcajelor adăugate de alți utilizatori.
De asemenea, Delicious permitea utilizatorilor să grupeze legături către subiecte similare pentru a forma o „stivă” și să includă titlul și descrieri pentru pagina stivă. Stivele puteau fi realizate în colaborare cu alți utilizatori și puteau fi urmărite și partajate cu alți utilizatori. Stivele au fost adăugate în septembrie 2011 și eliminate în iulie 2012.
Delicious avea o „listă fierbinte” pe pagina sa de pornire și pagini „recente”, ceea ce ajuta la transformarea site-ului într-un transportator de meme și tendințe pe internet. De asemenea, utilizatorii puteau explora stive pe pagina de pornire navigând în categorii precum Artă și design sau Educație.
Toate marcajele postate pe Delicious erau vizibile public în mod prestabilit, deși utilizatorii puteau marca anumite marcaje ca private, iar marcajele importate erau private în mod implicit. A fost subliniat aspectul public; site-ul nu s-a concentrat pe stocarea colecțiilor de marcaje private. 

## Istoric

Vechiul logo al lui Delicious

Precursorul Delicious a fost Muxway, un blog cu linkuri care a crescut dintr-un fișier text pe care Joshua Schachter l-a întreținut pentru a ține evidența linkurilor legate de Memepool. În septembrie 2003, Schachter a lansat prima versiune de Delicious. În martie 2005, și-a părăsit slujba pentru a lucra la Delicious cu normă întreagă, iar în aprilie 2005 a primit aproximativ 2 milioane de dolari în finanțare de la investitori, inclusiv Union Square Ventures și Amazon.com.
Când Delicious a fost lansat pentru prima dată, a folosit pentru prima oară termenul de „etichetă” în sensul modern și a fost prima oportunitate explicită în care utilizatorii site-ului web au primit posibilitatea de a adăuga propriile etichete la paginile marcate, astfel încât acestea să poată fi mai ușor cautate mai târziu. Această descoperire majoră nu a fost prea observată, deoarece majoritatea credeau că aplicația la acea vreme este „mișto”, dar evidentă.
Yahoo a achiziționat Delicious pe 9 decembrie 2005. Diverse ipoteze sugerează că a fost vândut pentru o sumă între 15 și 30 de milioane de dolari. În 2018, Schachter a spus că numărul real a fost „cu siguranță mai mic” de 30 de milioane de dolari.
Pe 16 decembrie 2010, un diapozitiv intern de la o întâlnire Yahoo a scăpat, indicând că Delicious va fi „apus” în viitor, ceea ce părea să însemne „închis”. Mai târziu, Yahoo a clarificat că vor vinde Delicious, fără a-i pune capăt. Această știre a determinat utilizatorii Delicious să caute site-uri alternative. De această situație a beneficiat Pinboard, de asemenea, un site de organizat pagini marcate, care a înregistrat o creștere uriașă a traficului și a activității pe site-ul său. Diverse alte servicii, cum ar fi Google Bookmarks și Spabba, au oferit, de asemenea, instrumente de migrare a marcajelor pentru a permite utilizatorilor să migreze și să își protejeze paginile marcate din Delicious.
Pe 27 aprilie 2011, Delicious a anunțat că site-ul a fost vândut către Avos Systems, o companie creată de Chad Hurley și Steve Chen.
Pe 26 septembrie 2011, Delicious a lansat versiunea 3.0 beta cu un design complet nou. Această reproiectare a fost o surpriză pentru mulți dintre utilizatorii săi, multe funcții fiind dezactivate, eliminate sau temporar indisponibile. AVOS Systems a eliminat Forumul de asistență Delicious și a sfătuit utilizatorii că comunicarea cu Avos ar trebui să aibă loc prin e-mail. Reacția utilizatorilor a fost covârșitor de negativă.  
Pe 9 noiembrie 2011, AVOS Systems a anunțat că a achiziționat serviciul de salvare a legăturilor, Trunk.ly. Trunk.ly s-a oferit să salveze automat toate linkurile pe care utilizatorii le-au „apreciat” pe Facebook, Twitter și LinkedIn. Această achiziție a dus la lansarea Twitter Connector pe Delicious pe 2 martie 2012.
Pe 8 mai 2014, Science, Inc. a anunțat că a achiziționat site-ul web Delicious de la AVOS, fără a achiziționa personal. Science, Inc. este o „firmă de investiții în tehnologie și consultanță”, care a declarat că intenționează să păstreze site-ul „în mare măsură așa cum este”.
Pe 11 ianuarie 2016, blogul Delicious a anunțat că proprietatea a trecut la o nouă companie formată între Science și Domainersuite.
La 1 iunie 2017, Pinboard a achiziționat Delicious. Serviciul a fost oprit, putând fi folosit doar pentru citirea paginilor marcate iar utilizatorii săi au fost încurajați să se aboneze la serviciul Pinboard. 
Începând cu 15 iulie 2020, Maciej Ceglowski a anunțat deținerea del.icio.us pe baza actualizării domeniului. El avea planuri să restaureze site-ul și să permită importul de date.

## Nume
Numele de domeniu „del.icio.us ” a fost un exemplu binecunoscut de "hack de domeniu", o combinație neconvențională de litere pentru a forma un cuvânt sau o expresie.

Pe 6 septembrie 2007, Schachter a anunțat că numele site-ului se va schimba în „Delicious” atunci când site-ul va fi reproiectat. Noul design a fost lansat pe 31 iulie 2008. În ianuarie 2016, au fost anunțate modificări ale site-ului web, inclusiv o mutare înapoi la „del.icio.us”.
Pe 24 aprilie 2016, Delicious a revenit la „del.icio.us”. 